# 平泉寺村
平泉寺村（へいせんじむら）は、福井県大野郡にあった村。現在の勝山市平泉寺町各町にあたる。

## 地理
- 山岳 ： 三頭山、法恩寺山、高尾山、保月山、経ヶ岳
- 河川 ： 九頭竜川

## 歴史
- 1889年（明治22年）4月1日 - 町村制の施行により、平泉寺村、赤尾村、岡横江村、大渡村、笹尾村、壁倉村、岩ヶ野村、大矢谷村及び小矢谷村の区域をもって、平泉寺村が発足する。
- 1954年（昭和29年）9月1日 - 勝山町、荒土村、村岡村、北郷村、北谷村、鹿谷村、遅羽村、平泉寺村及び野向村が合併して、勝山市が発足する。

## 地名
現在の大字、小字。
- 平泉寺町
  - 赤尾（あかお）
  - 池け原（いけがはら）
  - 岩け野（いわがの）
  - 上野（うえの）
  - 大矢谷（おおやだに）
  - 大渡（おおわたり）
  - 岡横江（おかよこえ）
  - 壁倉（かべくら）
  - 経塚（きょうづか）
  - 小矢谷（こやだに）
  - 笹尾（ささお）
  - 神野（しんの）
  - 平泉寺（へいせんじ）（平泉寺区）

## 交通

### 道路
- 国道157号